# Szapporo
Szapporo (札幌市; Szapporo si; Hepburn: Sapporo-shi) Japán ötödik legnépesebb városa. Hokkaidó prefektúra székhelye, azon belül pedig Isikari alprefektúra területén található.
A város külföldön leginkább az 1972. évi téli olimpiai játékok megrendezéséről ismert; ez volt az első, amit Ázsiában tartottak. Az évente megrendezett juki macuri, vagyis a szapporói hófesztivál minden alkalommal mintegy kétmillió turistát vonz a városba. Ismert ezenkívül a szapporói sörfőzde is.

## Földrajz
A szapporói TV toronytól nyugatra található a Sōsei folyó. A várostól délnyugatra az Ishikari alföld található. Továbbá a nyugati és déli részen pedig hegyek foglalnak helyet. A szomszédos városok Isikari, Ebecu, Kitahirosima, Eniva, Csitosze, Otaru, Date.

### Éghajlat
Szapporo a nedves kontinentális övben helyezkedik el. Széles hőmérsékleti különbség van a téli és nyári hőmérséklet között. A nyár meleg, de nem párás. A tél pedig nagyon hideg. Szapporo az egyike az olyan nagyvárosoknak, amelynek éghajlati adottságai lehetővé teszik egy hófesztivál lebonyolítását. Az évi átlag csapadékmennyiség 1100 mm. Az évi középhőmérséklet 8,5 °C.

## Népesség
| Lakosok száma | 1785 | 105 182 | 174 179 | 206 103 | 523 839 | 1 240 613 | 1 880 863 | 1 913 545 | 1 952 356 | 1 959 313 |
|               | 1785 | 1920    | 1930    | 1940    | 1960    | 1980      | 2005      | 2010      | 2015      | 2020      |

## Kultúra és szórakozás
Szapporo az egyik legkedveltebb turisztikai csomópont. 2006-ban a turisták száma meghaladta a 14 millió főt amely 5,9%-os növekedés az előző évhez képest.

### Italok
Kevesen tudják, hogy Japánban a sör számít a legnépszerűbb alkoholtartalmú italnak, annyira népszerű, hogy még utcai automatákból is beszerezhetjük a szükséges mennyiséget. A szigetország északi részén lévő város - egykori téli olimpiai helyszín - nem ismeretlen a sörrajongók körében. Szapporo leghíresebb söre és a város legnépszerűbb exportterméke a hasonló névre hallgató sör, amelynek saját múzeuma is van. Ez az egyetlen ilyen jellegű múzeum egész Japánban. A múzeumhoz természetesen söröző is kapcsolódik, ahol a látogatók kipróbálhatják a jó hideg csapolt Szapporot.

### Ételek
Szapporo a rámen szülőhelyeként ismert. 1951-ben a Kóraku Rámen Meitengai, Szuszukino kerület egy sikátorban található éttermében jött létre. A Ganszo Szapporo Rámen Jokocsó ugyan azon a helyen jött létre, ami vonzza a turistákat egész évben. 1966-ban egy élelmiszeripari cég, a Sanyo Foods értékesíteni kezdte instant levesként Szapporo Icsiban néven. 2001-ben, Szapporo rámen a Aszahikava rámen és Hakodate rámen mellett szerepel, Hokkaido Örökségei között.
Egy másik népszerű helyi specialitás egy barbecue stílus étel melynek neve „Dzsingiszukan” (azaz Dzsingisz kán).
Szapporo különösen híres a friss tenger gyümölcseiről, mint a lazac, tengeri sün és a rák.

### Események
Minden februárjában megrendezésre kerül a szapporói hófesztivál mely Szapporo leghíresebb eseményeként tartanak számon. A hó és jégszobrokat felvonultató fesztivál 1950-óta kerül megrendezésre. Látogatottsága minden évben több millió főt számlál. 
A nyár folyamán a szapporói nyári fesztivál kerül megrendezésre, ősszel pedig egy, az Oktoberfesthez hasonló rendezvény.

## Közlekedés

### Helyi közlekedés
- Szapporói városi metró
- Szapporói villamos
- Moiwa-hegy felvonó
- Teineyama felvonó

### Vonat
- Szapporói pályaudvar
  - Hakodate vonal: (Zenibako) – Hosimi – Hosioki – Inaho – Teine – Inazumi Kóen – Hasszamu – Hasszamu Csúó – Kotoni – Szóen – Szapporo – Naebo – Siroisi – Heiva – Acubecu – Sinrin Kóen – (Óasza)
  - Csitosze vonal: Heiva – Sin Szapporo – Kami Nopporo – (Kita-Hirosima)
  - Szassó vonal(Gakuentosi vonal): Szóen – Hacsiken – Sinkava – Sinkotoni – Taihei – Jurigahara – Sinoro – Takuhoku – Ainoszato Kjóikudai – Ainoszato Kóen – (Isikari Futomi)

### Légi közlekedés
Szapporo közelében két repülőtér található: Okadama repülőtér, melyet főleg Hokkaidón belül regionálisan használnak és Sincsitosze repülőtér amely nemzetközi közlekedésre is alkalmas.

## Egyetemek

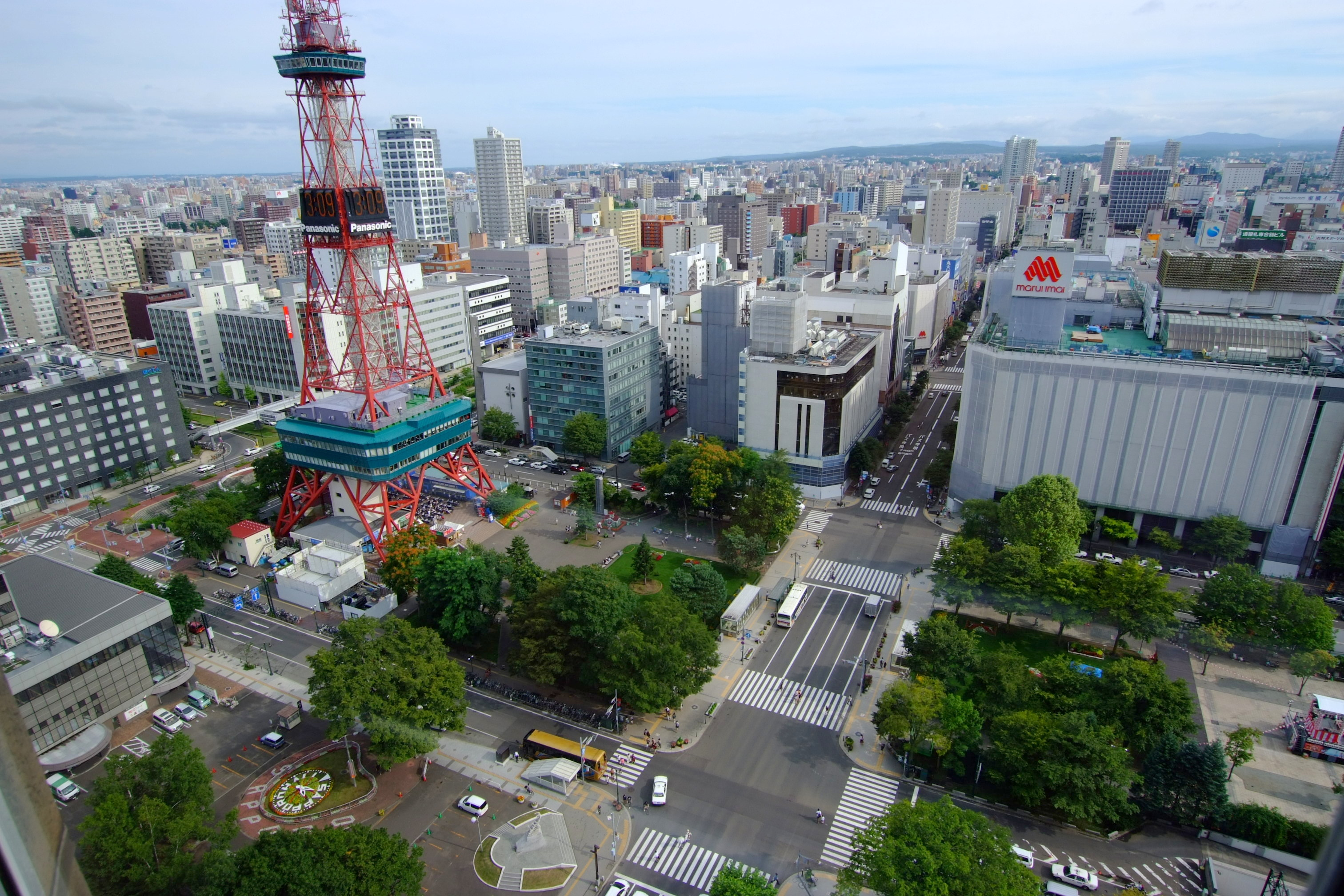
A városháza kilátófolyosója

### Nemzeti
- Hokkaido Egyetem
- Hokkaido Oktatási Egyetem

### Nyilvános
- Sapporo Orvosi Egyetem
- Sapporo Városi Egyetem

### Privát
- Szapporói Egyetem
- Hokusei Gakuen Egyetem
- Hokkai Gakuen Egyetem
- Fuji Női Egyetem
- Szapporói Nemzetközi Egyetem
- Tenshi Főiskola
- Sapporo Ōtani Egyetem
- Hokkaido Tokai Egyetem
- Hokkaido Musashi Női ifjúsági főiskola
- Hokkaido Bunkyo Egyetem
- Koen Gakuen Női ifjúsági Egyetem

## Fordítás
Ez a szócikk részben vagy egészben a Sapporo című angol Wikipédia-szócikk ezen változatának fordításán alapul.  Az eredeti cikk szerkesztőit annak laptörténete sorolja fel. Ez a jelzés csupán a megfogalmazás eredetét és a szerzői jogokat jelzi, nem szolgál a cikkben szereplő információk forrásmegjelöléseként.